# کالایانا رامان
کالایانا رامان (به تامیلی: Kalyanaraman) فیلمی محصول سال ۱۹۷۹ و به کارگردانی جی.ان. رانگاراجان است. در این فیلم بازیگرانی همچون کمال حسن، سری دوی، تینگای سیریواسان، میجر سوندراجان ایفای نقش کرده‌اند.